# Episodi di Ai confini della realtà (serie televisiva 1959) (terza stagione)

I "giganti" del pianeta sconosciuto, nell'episodio "I piccoli uomini" (1962), ventottesimo della Stagione 3 de Ai confini della realtà

La terza stagione della serie televisiva Ai confini della realtà, formata da 37 episodi, è stata trasmessa in prima visione negli Stati Uniti d'America dal 15 settembre 1961 al 1º giugno 1962: di seguito sono elencati i riassunti e i dettagli degli episodi, i registi, gli sceneggiatori e gli interpreti.
Moltissimi attori celebri presero parte a questa stagione: da Buster Keaton a Robert Redford e Charles Bronson, da Lee Marvin a Peter Falk. In questa stagione vennero anche trasmessi alcuni degli episodi più celebri dell'intera serie, come "Un piccolo mostro" (di cui venne fatto un remake nel film Ai confini della realtà del 1983 e un sequel nella terza serie del 2002), "Cinque personaggi in cerca di un'uscita", "I piccoli uomini".
Secondo fonti non riportate, in Italia i primi 19 episodi della terza stagione vennero trasmessi per la prima volta solo negli anni ottanta dalle reti Fininvest. I restanti 18 vennero successivamente proposti, doppiati e resi disponibili in DVD. Tra il 2015 e il 2016, Rai 4 ha trasmesso quasi tutta la terza stagione, ad eccezione di 2 episodi.
Un'altra fonte, invece, smentisce parzialmente le informazioni soprariportate, dichiarando che gli ultimi 18 episodi della terza stagione vennero trasmessi per la prima volta in Italia sul canale Jimmy dal 15 agosto al 12 dicembre 2004.
| nº | Titolo originale                     | Titolo italiano                         | Prima TV USA      | Distribuzione Italia |
| -- | ------------------------------------ | --------------------------------------- | ----------------- | -------------------- |
| 1  | Two                                  | Soli                                    | 15 settembre 1961 |                      |
| 2  | The Arrival                          | L'arrivo                                | 22 settembre 1961 |                      |
| 3  | The Shelter                          | Il rifugio                              | 29 settembre 1961 |                      |
| 4  | The Passersby                        | La via del ritorno                      | 6 ottobre 1961    |                      |
| 5  | A Game of Pool                       | Una partita a biliardo                  | 13 ottobre 1961   |                      |
| 6  | The Mirror                           | Lo specchio                             | 20 ottobre 1961   |                      |
| 7  | The Grave                            | La tomba                                | 27 ottobre 1961   |                      |
| 8  | It's a Good Life                     | Un piccolo mostro                       | 3 novembre 1961   |                      |
| 9  | Deaths-Head Revisited                | La vendetta del campo                   | 10 novembre 1961  |                      |
| 10 | The Midnight Sun                     | Il sole a mezzanotte                    | 17 novembre 1961  |                      |
| 11 | Still Valley                         | La valle del silenzio                   | 24 novembre 1961  |                      |
| 12 | The Jungle                           | La giungla                              | 1º dicembre 1961  |                      |
| 13 | Once Upon a Time                     | C'era una volta                         | 15 dicembre 1961  |                      |
| 14 | Five Characters in Search of an Exit | Cinque personaggi in cerca di un'uscita | 22 dicembre 1961  |                      |
| 15 | A Quality of Mercy                   | Che tipo di pietà                       | 29 dicembre 1961  |                      |
| 16 | Nothing in the Dark                  | Oltre il buio                           | 5 gennaio 1962    |                      |
| 17 | One More Pallbearer                  | Umiliato e offeso                       | 12 gennaio 1962   |                      |
| 18 | Dead Man's Shoes                     | Le scarpe del morto                     | 19 gennaio 1962   |                      |
| 19 | The Hunt                             | Caccia al procione                      | 26 gennaio 1962   |                      |
| 20 | Showdown with Rance McGrew           | La resa dei conti con Rance McGrew      | 2 febbraio 1962   | 15 agosto 2004       |
| 21 | Kick the Can                         | Calcia il barattolo                     | 9 febbraio 1962   | 22 agosto 2004       |
| 22 | A Piano in the House                 | Un pianoforte nella casa                | 16 febbraio 1962  | 29 agosto 2004       |
| 23 | The Last Rites of Jeff Myrtlebank    | L'ultimo rito di Jeff Myrtlebank        | 23 febbraio 1962  | 5 settembre 2004     |
| 24 | To Serve Man                         | Servire l'uomo                          | 2 marzo 1962      | 12 settembre 2004    |
| 25 | The Fugitive                         | Il fuggitivo                            | 9 marzo 1962      | 19 settembre 2004    |
| 26 | Little Girl Lost                     | La bambina perduta                      | 16 marzo 1962     | 26 settembre 2004    |
| 27 | Person or Persons Unknown            | Persona o persone sconosciute           | 23 marzo 1962     | 3 ottobre 2004       |
| 28 | The Little People                    | I piccoli uomini                        | 30 marzo 1962     | 10 ottobre 2004      |
| 29 | Four O'Clock                         | Alle quattro                            | 6 aprile 1962     | 17 ottobre 2004      |
| 30 | Hocus-Pocus and Frisby               | Le menzogne e Frisby                    | 13 aprile 1962    | 24 ottobre 2004      |
| 31 | The Trade-Ins                        | Gli scambi                              | 20 aprile 1962    | 31 ottobre 2004      |
| 32 | The Gift                             | Il dono                                 | 27 aprile 1962    | 7 novembre 2004      |
| 33 | The Dummy                            | Il pupazzo                              | 4 maggio 1962     | 14 novembre 2004     |
| 34 | Young Man's Fancy                    | Fantasia di un giovane                  | 11 maggio 1962    | 21 novembre 2004     |
| 35 | I Sing the Body Electric             | Il corpo elettrico                      | 18 maggio 1962    | 28 novembre 2004     |
| 36 | Cavender Is Coming                   | Arriva Cavender                         | 25 maggio 1962    | 5 dicembre 2004      |
| 37 | The Changing of the Guard            | Il cambio della guardia                 | 1º giugno 1962    | 12 dicembre 2004     |

## Soli
- Titolo originale: Two
- Diretto da: Montgomery Pittman
- Scritto da: Montgomery Pittman

### Trama
Il genere umano è stato spazzato via da un conflitto tra due paesi contrapposti. In un villaggio abbandonato un uomo e una donna si trovano a fronteggiarsi per la sopravvivenza. Erano tutti e due soldati nei paesi nemici e lo scontro tra i due continua anche oltre la guerra. Ma le condizioni disperate li portano ad avvicinarsi.
- Interpreti: Charles Bronson (Uomo), Elizabeth Montgomery (Donna).
- Note: 66º episodio della serie.

## L'arrivo
- Titolo originale: The Arrival
- Diretto da: Boris Sagal
- Scritto da: Rod Serling

### Trama
In un aeroporto arriva un aereo ma una volta atterrato dal velivolo non scende nessuno: né equipaggio, né passeggeri. I dipendenti dell'aeroporto presto scoprono che l'aereo è completamente vuoto e insieme a un agente federale iniziano una strana indagine.
- Interpreti: Harold J. Stone (Grant Sheckly), Noah Keen (Bengston), Fredd Wayne (Paul Malloy), Bing Russell (George Cousins).
- Note: 67º episodio della serie.

## Il rifugio
- Titolo originale: The shelter
- Diretto da: Lamont Johnson
- Scritto da: Rod Serling

### Trama
Durante la festa di compleanno del Dott. Stockton la radio dà l'annuncio che sono stati avvistati degli oggetti volanti non identificati. Stockton da tempo aveva previsto questa evenienza e aveva costruito per sé e per la sua famiglia un rifugio antiatomico, dove immediatamente si rifugia. Gli amici e vicini di casa, che non erano stati così previdenti, sono costretti ad implorare Stockton perché dia loro ospitalità.
- Interpreti: Larry Gates (Dott. Stockton), Peggy Stewart (Grace Stockton), Jerry Harlowe (Jack Albertson).
- Note: 68º episodio della serie.

## La via del ritorno
- Titolo originale: The Passersby
- Diretto da: Elliot Silverstein
- Scritto da: Rod Serling

### Trama
Verso la fine della guerra di Secessione americana un uomo ferito trova ospitalità da una signora, disperata nella convinzione che il marito sia rimasto ucciso nella stessa guerra.
Un po' di tempo dopo si avvicina alla casa un amico della donna, che tutti davano per morto da tempo, ma le sorprese per la donna non sono finite qui.
- Interpreti: James Gregory (sergente), Joanne Linville (Lavinia), Austin Green (Abramo Lincoln).
- Note: 69º episodio della serie

## Una partita a biliardo
- Titolo originale: A game of Pool
- Diretto da: Buzz Kulik
- Scritto da: George Clayton Johnson

### Trama
Jesse Cardiff è un ottimo giocatore di biliardo, egli vive però all'ombra di Fats Brown, il più grande giocatore di tutti i tempi, morto da ormai un decennio.
Una sera Cardiff lancia una sfida al defunto Brown, ma con sua somma sorpresa questi si presenta pronto a raccoglierla: la posta in gioco? La vita di Jesse.
- Interpreti: Jack Klugman (Jesse Cardiff), Jonathan Winters (Fats Brown).
- Note: 70º episodio della serie.

## Lo specchio
- Titolo originale: The Mirror
- Diretto da: Don Medford
- Scritto da: Rod Serling

### Trama
Clemente è il leader rivoluzionario di uno staterello centro-americano che insieme ai suoi fedelissimi è riuscito a salire al potere. Il precedente leader dello stato, in attesa di essere giustiziato, mette però in guardia Clemente: lo specchio che si trova nello studio presidenziale riflette l'immagine di chi vuole uccidere il leader.
Clemente vedrà riflessi nello specchio, a uno a uno, tutti i suoi fedelissimi, arrivando a farli uccidere. Ma lo specchio continua a riflettere immagini.
- Interpreti: Peter Falk (Ramos Clemente), Richard Karlan (D'Allesandro), Tony Carbone (Cristho).
- Note: 71º episodio della serie.

## La tomba
- Titolo originale: The Grave
- Diretto da: Montgomery Pittman
- Scritto da: Rod Serling

### Trama
Ai tempi del Far West un uomo odiato da tutti gli abitanti del villaggio viene ucciso.
Due sere dopo si presenta al saloon del paese un uomo che gli aveva dato la caccia per anni senza mai trovarlo. I clienti del saloon lo avvertono che, prima di morire, il malvivente aveva giurato che se egli si fosse presentato sulla sua tomba, lui lo avrebbe tirato con sé sotto terra.
Dopo una scommessa l'uomo accetta la sfida degli altri clienti: andrà in piena notte sulla tomba del malvivente e, come prova, vi conficcherà un coltello. L'uomo però non farà più ritorno al saloon.
- Interpreti: Lee Marvin (Conny Miller), James Best (Johnny Rob), Lee Van Cleef (Steinhart), Strother Martin (Mothershed), Stafford Repp (Ira Broadly), Elen Willard (Ione Sykes), Dick Geary (Pinto Sykes), William Challee (Jason), Larry Johns (Cittadino).
- Note: 72º episodio della serie.

## Un piccolo mostro
- Titolo originale: It's a Good Life
- Diretto da: James Sheldon
- Scritto da: scritto per la TV da Rod Serling, ma basato su una storia breve di Jerome Bixby

### Trama
Anthony Fremont sembra un ragazzino normale, ma l'apparenza inganna. È un mutante con poteri quasi illimitati, che può cambiare la realtà solo con i suoi pensieri, e leggere nella mente, quindi gli abitanti di Peaksville sono sempre costretti a pensare a cose felici e rispondere positivamente, per paura della rabbia di Anthony. Se qualcuno fa arrabbiare Anthony, viene immediatamente mandato da lui al "campo di grano". Nessuno sa esattamente cosa sia questo campo di grano (né viene rivelato nell'episodio), ma si crede che sia un posto molto brutto. Anthony controlla completamente la città con i suoi poteri, tanto da aver fatto scomparire l'intero mondo al di fuori del suo paese.
La maggior parte dell'episodio ruota attorno al compleanno di un vicino dei Fremont, Dan Hollis. Dopo essersi ubriacato, Dan non può più trattenersi e inizia ad insultare Anthony, chiedendo agli altri di ucciderlo ora che possono, ma tutti sono troppo spaventati per intervenire. Anthony trasforma quindi Dan in pupazzo a molla e lo trasporta nel campo di grano. Nonostante questo, gli altri adulti rimangono ottimisti e dicono ad Anthony che quello che ha fatto è buono.
- Interpreti: Bill Mumy (Anthony Fremont), Cloris Leachman (Sign. Fremont), Alice Frost (Zia Amy).
- Note: 73º episodio della serie.
- Il piccolo interprete del bambino, Bill Mumy era già apparso in un episodio della seconda stagione e parteciperà anche al primo della quinta: di questa storia venne fatto il remake nell'episodio Prigionieri di Anthony nel film Ai confini della realtà del 1983. Nel film, Bill Mumy fa un breve cameo. Questa storia ebbe inoltre un sequel, nell'episodio "It's Still a Good Life" nella terza serie (2002-2003): Bill Mumy e Cloris Leachman riprendono i medesimi ruoli, 40 anni dopo l'episodio originale. Inoltre, in questo episodio fa la sua comparsa la figlia di Anthony Fremont, Audrey, che dal padre ha ereditato le medesime facoltà paranormali diventando perfino più pericolosa di lui. La piccola interprete di Audrey è la figlia di Bill Mumy, Liliana Mumy.
- La troupe era così impressionata dalla sua bravura nel recitare che, quando veniva dato lo stop per girare nuovamente una scena, il regista era il primo a scusarsi con Bill Mumy dicendogli: "Non è colpa tua, Bill! Sei stato bravissimo come sempre!".

## La vendetta del campo
- Titolo originale: Deaths-Head Revisited
- Diretto da: Don Medford
- Scritto da: Rod Serling

### Trama
Un vecchio capitano nazista, fuggito da anni in America latina sotto falso nome, decide di tornare nel campo di sterminio di Dachau, dove aveva commesso le peggiori atrocità.
Una volta entrato gli si presenta davanti un vecchio detenuto che ha una precisa intenzione: processarlo.
- Interpreti: Oscar Beregi, Jr. (Capitano Lutze), Joseph Schildkraut (Becker), Kaaren Verne (Inn Keeper), Ben Wright (il dottore).
- Note: 74º episodio della serie.

## Il sole a mezzanotte
- Titolo originale: The Midnight Sun
- Diretto da: Anton Leader
- Scritto da: Rod Serling

### Trama
New York, come il resto del pianeta, è devastata da un caldo infernale: nonostante sia mezzanotte il sole splende alto nel cielo e la temperatura tocca i 56 °C. La causa è il fatto che la Terra ha deviato dalla propria orbita e sta avvicinandosi sempre più al Sole. In un palazzo sono rimaste soltanto una giovane pittrice e un'anziana signora, che si confortano a vicenda in attesa del peggio. Come se non bastasse, le due vengono pure rapinate da un intruso a caccia di acqua, divenuta un bene prezioso. Ben presto le due donne soccombono al caldo e muoiono.
Tutto questo, però, non è altro che un brutto sogno della ragazza febbricitante, ma la realtà che la circonda si rivelerà allo stesso modo devastante.
- Interpreti: Lois Nettleton (Norma); Betty Garde (Signora Bronson); Tom Reese (l'intruso).
- Note: 75º episodio della serie.

## La valle del silenzio
- Titolo originale: Still Valley
- Diretto da: James Sheldon
- Scritto da: scritto per la TV da Rod Serling, ma basato su una storia breve di Manly Wade Wellmann

### Trama
In piena guerra di Secessione un combattente decide di andare in perlustrazione in un villaggio che dovrebbe essere occupato dagli Yankee, suoi nemici. Una volta arrivato nel paese egli scopre però che le decine di Yankee sono completamente immobili. Presto scoprirà che ciò è stato causato da uno strano e demoniaco vecchietto.
- Interpreti: Gary Merrill (Paradine), Vaughn Taylor (Teague), Ben Cooper (Dauger).
- Note: 76º episodio della serie.

## La giungla
- Titolo originale: The Jungle
- Diretto da: William Claxton
- Scritto da: Rod Serling

### Trama
Un dirigente d'azienda che sta lavorando per la creazione di un'opera nel continente africano, circondato da persone superstiziose, è conscio della maledizione che una tribù di indigeni ha augurato a chi voglia impossessarsi della loro terra, ma egli non è intenzionato a crederci. Una sera sarà costretto a ricredersi.
- Interpreti: John Dehner (Alan Richards), Emily McLaughlin (Doris Richards), Hugh Sanders (Signor Templeton).
- Note: 77º episodio della serie.

## C'era una volta
- Titolo originale: Once Upon A Time
- Diretto da: Norman Z. McLeod
- Scritto da: Richard Matheson

### Trama
1890, il dipendente di un inventore si lamenta di continuo della propria epoca. Un giorno egli sperimenta "l'elmetto del tempo", inventato dal suo datore di lavoro. L'uomo si ritrova così catapultato, per mezz'ora, nel 1960.
- Interpreti: Buster Keaton (Woodrow Mulligan), Milton Parsons (Prof. Gilbert), Stanley Adams (Rollo).
- Note: 78º episodio della serie.

## Cinque personaggi in cerca di un'uscita
- Titolo originale: Five Characters in Search of an Exit
- Diretto da: Lamont Johnson
- Scritto da: scritto per la TV da Rod Serling, ma basato su una storia breve di Marvin Petal

### Trama
Un maggiore dell'esercito, un clown, una ballerina, un suonatore di cornamusa e un vagabondo si ritrovano all'interno di una grande cilindro di metallo da cui sembra impossibile poter uscire, così come nessuno dei cinque è in grado di ricordare come, quando e perché vi sia finito. Il gruppo di persone cerca così, facendosi scaletta l'uno sull'altro, di evadere.
- Interpreti: William Windom (Maggiore), Susan Harrison (Ballerina), Clark Allen (il suonatore di cornamusa), Murray Matheson (Clown), Kelton Garwood (Vagabondo).
- Note: 79º episodio della serie.

## Che tipo di pietà
- Titolo originale: A Quality of Mercy
- Diretto da: Buzz Kulik
- Scritto da: scritto per la TV da Rod Serling, ma basato su una storia breve di Sam Rolfe

### Trama
Durante la Seconda Guerra Mondiale dei soldati americani si trovano in una situazione di stallo contro dei soldati giapponesi asserragliati in una grotta impossibile da espugnare. Un giovane ufficiale offende e sprona la truppa per effettuare un attacco suicida pur di avere una vittoria inutile visto l'avvicinarsi della fine del conflitto, ma per un attimo proverà cosa significa trovarsi ai confini della realtà.
- Interpreti: Dean Stockwell (Katell e Yamuri), Leonard Nimoy (Hansen), Albert Salmi (Causarano), Rayford Barnes (Andrew Watkins), Ralph Votrian (Hanachek), Dale Ishimoto (Yamazaki), Jerry Fujikawa (il capitano giapponese).
- Note: 80º episodio della serie.

## Oltre il buio
- Titolo originale: Nothing in the dark
- Diretto da: Lamont Johnson
- Scritto da: George Clayton Johnson

### Trama
Un'anziana signora, terrorizzata dall'idea della morte, vive segregata senza mai uscire dalla sua dimora, per sottrarsi al suo contatto. Un giorno, accetta di accogliere e curare, un poliziotto ferito fuori le soglie di casa e a lui racconta tutte le sue ansie e il proposito di non lasciarsi mai ingannare dalla "nemica".
- Interpreti: Robert Redford (la morte), Gladys Cooper (Wanda Dunn).
- Note: 81º episodio della serie.

## Umiliato e offeso
- Titolo originale: One More Pallbearer
- Diretto da: Lamont Johnson
- Scritto da: Rod Serling

### Trama
Un uomo vive nella rabbia e nell'odio nei confronti di tre persone che durante il passato, a suo vedere, gli hanno rovinato la vita, umiliandolo pubblicamente. Progetta allora un modo per vendicarsi e umiliare a sua volta gli umiliatori, ma si renderà conto di quanto sbagliato possa essere sé stesso e la vita che si è costruito.
- Interpreti: Joseph Wiseman (Paul Radin).
- Note: 82º episodio della serie.

## Le scarpe del morto
- Titolo originale: Dead Man's Shoes
- Diretto da: Montgomery Pittman
- Scritto da: Charles Beaumont

### Trama
Nei bassifondi di New York un senzatetto incoccia nel cadavere di un gangster, abbandonato poco prima in un vicolo dai suoi sicari, e gli ruba le scarpe. Ma le calzature sembrano animate da volontà propria e, quel che è peggio, hanno piani precisi di vendetta, dei quali lo sfortunato senzatetto si trova ad essere l'impotente e inconsapevole veicolo.
- Interpreti: Warren Stevens (Nate Bledsoe), Richard Devon (Dagget), Joan Marshall (Wilma), Ben Wright (Chips), Harry Swoger (Sam), Ron Hagerthy (Ben), Florence Marly (la fidanzata di Dagget), Joseph Mell (Jimmy).
- Note: 83º episodio della serie.

## Caccia al procione
- Titolo originale: The Hunt
- Diretto da: Harold Schuster
- Scritto da: Earl Hamner

### Trama
Un anziano che trascorre i suoi giorni in compagnia della sua anziana compagna esce per una battuta di caccia con il suo fedele cane, ma un procione li mette in scacco entrambi. L'amore per l'animale lo aiuterà a trovare la strada giusta.
- Interpreti: Arthur Hunnicutt (Hyder Simpson), Jeanette Nolan (Rachel Simpson), Titus Moede (Wesley Miller), Orville Sherman (Tillman Miller), Charles Seel (Reverendo Wood), Robert Foulk (il custode del cancello), Dexter Dupont (l'angelo).
- Note: 84º episodio della serie.

## La resa dei conti con Rance McGrew
- Titolo originale: Showdown with Rance McGrew
- Diretto da: Christian Nyby
- Scritto da: scritto per la TV da Rod Serling, ma basato su un'idea di Frederic L. Fox

### Trama
Una star del cinema western Rance McGrew è pronto a girare una scena in cui, come fatto già tante altre volte, mette in ridicolo i personaggi che fanno parte, nel bene e nel male, della storia americana, ma questa volta costoro non ci stanno più e decidono che è venuto il momento di dare una raddrizzata all'attore.
- Interpreti: Larry Blyden (Rance McGrew), Arch Johnson (Jesse James), Robert Cornthwaite (Regista), Robert Kline (Jesse James televisivo), William McLean (Trovarobe), Troy Melton (Cowboy 1), Jay Overholts (Cowboy 2), Robert J. Stevenson (Barista), Hal K. Dawson (Anziano), Jim Turley (Controfigura di Rance).
- Note: 85º episodio della serie.

## Calcia il barattolo
- Titolo originale: Kick the Can
- Diretto da: Lamont Johnson
- Scritto da: George Clayton Johnson

### Trama
In una casa di riposo un anziano rifiuta di accettare l'avanzare dell'età in maniera passiva e rassegnata. Parla di questo con gli altri ospiti e riesce a coinvolgerli in un gioco di gioventù (calcia il barattolo), tutti tranne l'amico di sempre, ma quando quest'ultimo si rende conto del miracolo a cui sta assistendo è troppo tardi per recuperare l'occasione persa.
- Interpreti: Ernest Truex (Charles Whitley), Barry Truex (il figlio di Charles), Russell Collins (Ben Conroy), John Marley (signor Cox), Burt Mustin (Carlson), Earle Hodgins (il primo uomo anziano), Hank Patterson (il secondo uomo anziano), Marjorie Bennett (la prima signora anziana), Lenore Shanewise (la seconda signora anziana), Eve McVeagh (l'infermiera del turno di notte).
- Note: 86º episodio della serie.

## Un pianoforte nella casa
- Titolo originale: A Piano in the House
- Diretto da: David Greene
- Scritto da: Earl Hamner

### Trama
Un uomo compra da un rigattiere un vecchio pianoforte e lo regala a sua moglie come dono per il compleanno.
Una volta a casa, il pianoforte rivela i suoi poteri magici: la sua musica fa scaturire i segreti e i pensieri intimi delle persone che la ascoltano. L'uomo l'userà a suo diabolico vantaggio.
- Interpreti:Barry Morse (Fitzgerald Fortune), Joan Hackett (Esther Fortune), Muriel Landers (Marge Moore), Cyril Delevanti (Marvin il maggiordomo), Don Durant (Gregory Walker), Phil Coolidge (Throckmorton).
- Note: 87º episodio della serie.

## L'ultimo rito di Jeff Myrtlebank
- Titolo originale: The Last Rites of Jeff Myrtlebank
- Diretto da: Montgomery Pittman
- Scritto da: Montgomery Pittman

### Trama
Siamo nel corso degli anni '20 e durante il funerale il defunto ritorna in vita. Sgomento generale, ma  anche paura che non sciama nei giorni successivi, che egli sia impossessato dal demonio? La pazienza ha un limite, ma risolvere la faccenda non è per niente facile.
- Interpreti: James Best (Jeff Myrtlebank); Sherry Jackson (Comfort Gatewood); Edgar Buchanan (Doc Bolton); Lance Fuller (Orgram Gatewood); Dub Taylor (Signor Peters); Ralph Moody (Papà Myrtlebank); Ezelle Poule (Mamma Myrtlebank); Helen Wallace (Mamma Gatewood); Vickie Barnes (Liz Myrtlebank).
- Note: 88º episodio della serie.

## Servire l'uomo
- Titolo originale: To serve men
- Diretto da: Richard Bare
- Scritto da: Rod Serling, ma basato su una storia di Damon Knight

### Trama
In piena guerra fredda, atterrano in varie parti della Terra i Kanamiti, esseri dallo spazio. Essi sono altissimi, muti e comunicano telepaticamente rivelando la loro disponibilità di amicizia e di sostegno per gli uomini. I terrestri decifrano il titolo del loro vangelo " Per servire l'uomo " e si sincerano delle loro intenzioni, accettando i loro aiuti e così effettivamente tutto il mondo fa passi da gigante e la guerra scompare del tutto. Ma non è tutt'oro quel che luccica.
- Interpreti: Lloyd Bochner (Chambers), Richard Kiel (Kanamita), Susan Cummings (Patty), Joseph Ruskin (voce Kanamita - non accreditato).
- Note: 89º episodio della serie.

## Il fuggitivo
- Titolo originale: The Fugitive
- Diretto da: Richard Bare
- Scritto da: Charles Beaumont

### Trama
Un gentile signore anziano passa le sue giornate a fare divertire i ragazzini del quartiere, con giochi e passatempi non sempre normali ma incredibili e tra quei ragazzini c'è una ragazzina con problemi alle gambe e alla quale lui è particolarmente affezionato.  La ragazzina ricambia l'affetto che riceve dall'uomo e quando quest'ultimo dovrà tornare alla sua vita vera, costretto dall'arrivo di due loschi tipi, la ragazza non esiterà a schierarsi dalla sua parte.
- Interpreti: J. Pat O'Malley (Vecchio Ben), Susan Gordon (Jenny), Nancy Kulp (Signora Gann), Wesley Lau (il primo inseguitore), Paul Tripp (il secondo inseguitore), Russ Bender (Dottore), Stephen Talbot (Howie Gutliff), Johnny Eiman (Pitcher).
- Note: 90º episodio della serie.

## La bambina perduta
- Titolo originale: Little girl lost
- Diretto da: Paul Stewart
- Scritto da: Richard Matheson

### Trama
Una notte, la piccola Tina scompare improvvisamente dalla sua stanzetta ma la sua presenza all'interno della casa è confermata dalle voci della piccola che sembrano provenire da un'altra dimensione. I genitori, disperati, si rivolgono a un fisico e insieme cercheranno di risolvere questo caso di poltergeist.
- Interpreti: Robert Sampson (Chris Miller), Sarah Marshall (Ruth Miller), Tracy Stratford (Tina Miller), Rhoda Williams (la voce di Tina), Charles Aidman (Bill).
- Note: 91º episodio della serie.

## Persona o persone sconosciute
- Titolo originale: Person or Persons Unknown
- Diretto da: John Brahm
- Scritto da: Charles Beaumont

### Trama
Un uomo, chiamato David Gurney, si sveglia e si accorge che nessuno lo conosce e che ogni aspetto che riconduca alla sua identità è completamente scomparso. Così viene scambiato per pazzo e messo in manicomio. Prova a scappare, ma un dottore (Koslenko) prova a convincerlo che David Gurney non esiste. Allora Gurney pensa che qualcuno o qualcosa stia tentando di escluderlo. Riesce, però, a trovare una fotografia che lo ritrae insieme alla moglie e chiama la polizia sperando di aver svelato il complotto. Quando la polizia arriva accompagnata da uno psichiatra, inspiegabilmente l'immagine è cambiata e mostra Gurney solo. Lui si getta a terra e si sveglia nel suo letto. L'intera vicenda si è rivelata solo in brutto sogno. La moglie si sveglia e gli parla dal bagno, togliendosi la crema che aveva sul viso. Quando ritorna in camera Gurney scopre, terrorizzato, che anche se la donna si comporta e parla come sua moglie, in realtà non le somiglia affatto.
- Interpreti: Richard Long (David Gurney), Frank Silvera (Dottor Koslenko), Shirley Ballard (Wilma 1), Julie van Zandt (Wilma 2), Betty Harford (Impiegata), Harry Swoger (Sam Baker), Michael Keep (Poliziotto), Joe Higgins (Guardia della banca), John Newton (Signor Cooper).
- Note: 92º episodio della serie.

### Riferimenti e omaggi
- Questo episodio è stato fonte di ispirazione per l'episodio di Seinfeld intitolato The Van Buren Boys in cui uno dei protagonisti cita l'episodio di Ai confini della realtà dicendo che "è proprio come in quell'episodio di Ai confini della realtà, quando quel tipo si sveglia e lui è lo stesso, ma gli altri sono diversi!".
- Questo episodio si può anche collegare all'inizio della quarta stagione della serie tv Fringe, quando Peter Bishop, ritornato nella sua linea temporale/universo, non viene riconosciuto da nessuno dei suoi colleghi, né dal padre, né da Olivia.[senza fonte]
- Questo episodio è citato nell'autobiografia di La Toya Jackson. Il fratello Michael Jackson era così impressionato da questo episodio che, quando lei tornò a casa, una sera, lo trovò seduto di fronte alla Tv a chiedersi: "Chi sono io? Sono davvero reale?".[6]

## I piccoli uomini
- Titolo originale: The Little People
- Diretto da: William F. Claxton
- Scritto da: Rod Serling

### Trama
Un'astronave è costretta ad un atterraggio di emergenza su un pianeta sconosciuto e mentre uno dei due astronauti si prodiga per ripararla il secondo esplora i dintorni scoprendo l'esistenza di un piccolo popolo del quale si proclama dittatore assoluto. Alla fine delle riparazioni il primo astronauta prova a convincere il compagno di ripartire con lui, ma oramai il potere lo ha reso cieco. L'astronave parte, ma subito per l'astronauta rimasto le cose cambieranno.
- Interpreti: Joe Maross (Peter Craig), Claude Akins (William Fletcher), Michael Ford (il primo uomo dello spazio), Robert Eaton (il secondo uomo dello spazio).
- Note: 93º episodio della serie.

## Alle quattro
- Titolo originale: Four O'Clock
- Diretto da: Lamont Johnson
- Scritto da: scritto per la TV da Rod Serling, ma basato su una storia breve di Price Day

### Trama
Il signor Crangle è un misantropo con un distorto ideale di onestà, giustizia e bene. Progetta di fermare l'avanzata dal male, giungendo a concepire la distruzione degli uomini "malvagi" con la loro trasformazione in nani in modo che si possano estinguere completamente in breve tempo. Tutto questo accadrà alle quattro di pomeriggio, non un minuto di più...
- Interpreti: Theodore Bikel (Oliver Crangle), Moyna MacGill (Signora Williams), Phyllis Love (Signora Lucas), Linden Chiles (Hall).
- Note: 94º episodio della serie.

## Le menzogne e Frisby
- Titolo originale: Hocus-Pocus and Frisby
- Diretto da: Lamont Johnson
- Scritto da: scritto per la TV da Rod Serling, ma basato su un racconto di Frederic Louis Fox

### Trama
Frisby è da tutti conosciuto per le sue bugie, raccontate per ogni cosa e in ogni momento, ma lo conoscono e lo accettano così com'è. Questa è la sua vita, ma quando per questo modo di vivere viene preso di mira e rapito da esseri di un altro mondo e successivamente riesce a liberarsi in maniera veramente incredibile. A questo punto anche se verità il suo racconto non sarà creduto da nessuno.
- Interpreti: Andy Devine (Frisby), Milton Selzer (il primo alieno), Larry Breitman (il secondo alieno), Peter Brocco (il terzo alieno), Howard McNear (Mitchell), Dabbs Greer (Scanlan), Clem Bevans (il vecchio Pete).

- Note: 95º episodio della serie.

## Gli scambi
- Titolo originale: The Trade-Ins
- Diretto da: Elliot Silverstein
- Scritto da: Rod Serling

### Trama
Una coppia di anziani si reca in una agenzia dove sono in grado di fornire dei nuovi corpi per potere ricominciare una nuova vita, ma purtroppo hanno i soldi solo per uno scambio. Come la risolveranno?
- Interpreti: Joseph Schildkraut (John Holt), Alma Platt (Marie Holt), Noah Keen (Signor Vance), Theodore Marcuse (Farraday), Edson Stroll (il giovane John Holt), Terence De Marney (il primo giocatore di carte), Billy Vincent (il secondo giocatore di carte).
- Note: 96º episodio della serie.

## Il dono
- Titolo originale: The Gift
- Diretto da: Allen H. Miner
- Scritto da: Rod Serling

### Trama
Un viaggiatore arriva dallo spazio in un villaggio messicano, ma purtroppo viene ricevuto con diffidenza e paura. Sfugge al primo tentativo di essere ucciso, ma non al secondo. Prima di morire lascia un dono ad un ragazzo che lo aveva aiutato, ma viene parzialmente distrutto da un abitante del villaggio terrorizzato dall'idea della possibile pericolosità dell'oggetto, mentre invece era un dono incredibile che avrebbe aiutato il mondo intero.
- Interpreti: Geoffrey Horne (Williams), Nico Minardos (Dottore), Edmund Vargas (Pedro), Cliff Osmond (Manuelo), Paul Mazursky (Ufficiale), Vladimir Sokoloff (il chitarrista Ignacio), Vito Scotti (Rudolpho), Carmen D'Antonio (la prima donna), Henry Corden (Sanchez), Lea Marmer (la seconda donna), Joe Perry (il primo uomo), David Fresco (il secondo uomo).
- Note: 97º episodio della serie.

## Il pupazzo
- Titolo originale: The Dummy
- Diretto da: Abner Biberman
- Scritto da: scritto per la TV da Rod Serling, ma basato su un racconto di Lee Polk

### Trama
Un ventriloquo raggiunge il limite della pazzia convincendosi che il suo pupazzo sia vivo, ma è vero o falso?
- Interpreti: Cliff Robertson (Jerry Etherson/la voce di Willie/la voce di Goofy Goggles), Frank Sutton (Frank), George Murdock (Willie come ventriloquo), John Harmon (Georgie), Sandra Warner (Noreen), Rudy Dolan (il presentatore), Ralph Manza (il portiere), Bethelynn Grey (ragazza del coro n°1), Edy Williams (ragazza del coro n°2).
- Note: 98º episodio della serie.

## Fantasia di un giovane
- Titolo originale: Young Man's Fancy
- Diretto da: John Brahm
- Scritto da: Richard Matheson

### Trama
Dopo una lunga vita passata all'ombra della madre, dopo la morte di quest'ultima, un uomo corona il proprio sogno di sposare la fidanzata. I patti sono chiari, ci si sposa e prima di partire per il viaggio di nozze si mette in vendita la casa dell'uomo, con tutto ciò che contiene, per iniziare una nuova vita, ma la sposa scopre che le cose non sono così semplici.
- Interpreti: Alex Nicol (Alex), Phyllis Thaxter (Virginia), Wallace Rooney (Signor Wilkinson), Helen Brown (la madre), Ricky Kelman (Alex a 10 anni).
- Note: 99º episodio della serie.

## Il corpo elettrico
- Titolo originale: I sing the body electric
- Diretto da: William F. Claxton e James Sheldon
- Scritto da: Ray Bradbury

### Trama
Tre fratellini, orfani di madre, hanno la possibilità di creare una perfetta donna robotica in grado di soddisfare tutte le loro esigenze. Ma sarà poi così facile entrare nei loro cuori come farebbe una mamma.
- Interpreti: Josephine Hutchinson (la nonna), David White (il padre), Vaughn Taylor (il venditore), Doris Packer (Nedra), Veronica Cartwright (Anne a 11 anni), Susan Crane (Anne a 19 anni), Charles Herbert (Tom a 12 anni), Paul Nesbitt (Tom a 20 anni), Dana Dillaway (Karen a 10 anni), Judy Morton (Karen a 18 anni).
- Note: 100º episodio della serie.

## Arriva Cavender
- Titolo originale: Cavender Is Coming
- Diretto da: Christian Nyby
- Scritto da: Rod Serling

### Trama
Un angelo custode cerca da tempo di ottenere le sue ali, ma da sempre non gliene va bene una. Ora gli viene posta un'ultima possibilità: in ventiquattro ore deve cambiare la vita di una ragazza per renderla felice. 
- Interpreti: Carol Burnett (Agnes Grep), Jesse White (Harmon Cavender), Howard Smith (Polk); John Fiedler (Rappresentante n°3), Sandra Gould (Donna n°1), Donna Douglas (Debuttante).
- Note: 101º episodio della serie.

## Il cambio della guardia
- Titolo originale: The changing of the guard
- Diretto da: Robert Ellis Miller
- Scritto da: Rod Serling

### Trama
Il vecchio professore Ellis Fowler riceve l'inaspettata notizia del non rinnovo del suo contratto: la sua professione è giunta al termine. Sprofonda in una cupa tristezza e si convince di non aver mai insegnato veramente nulla ai suoi ragazzi, di aver fallito in tutto ciò in cui credeva. Ma verrà smentito dai suoi stessi ex allievi.
- Interpreti: Donald Pleasence (Professor Ellis Fowler), Liam Sullivan (Rettore), Darryl Richard (Thompson).
- Note: 102º episodio della serie.